# 日本消防検定協会
日本消防検定協会（にほんしょうぼうけんていきょうかい、英 : Japan Fire Equipment Inspection Institute）は、消防法第21条の17に基づき、検定対象機械器具等についての試験及び型式適合検定、特殊消防用設備等の性能に関する評価並びに消防の用に供する機械器具等に関する研究、調査及び試験等を行い、もって火災その他の災害による被害の軽減に資することを目的として設置された特別民間法人。日本国内唯一の消防用機械器具の検定機関。

## 沿革
- 1963年（昭和38年）10月 - 特殊法人日本消防検定協会が発足[5]。
- 1964年（昭和39年）1月 - 消防用機械器具等の検定業務を開始[5]。
- 1969年（昭和44年） - 消防用機器の性能追跡調査の業務を開始[5]。
- 1978年（昭和53年） - 検定品の事故調査の業務を開始[5]。
- 1979年（昭和54年）11月 - 国際標準化機構の消防用機器に関する専門委員会に参画[5]。
- 1985年（昭和60年） - 外国検査データの受け入れ等の業務を開始[5]。
- 1987年（昭和62年） - 民間法人に移行[5]。
- 1988年（昭和63年） 11月 - 特定消防機器等性能鑑定の業務を開始[5]。
- 1991年（平成3年） - 消防用機器の使用実態調査の業務を開始[5]。
- 1997年（平成9年）1月 - 虎ノ門事務所を開設し、放水型スプリンクラー設備の評価業務を開始[5]。
- 2001年（平成13年）6月 - 認定業務を開始[5]。
- 2002年（平成14年）7月 - ISO/IEC 17025試験所の認定を取得[5]。
- 2004年（平成16年）6月 - 特殊消防用設備等性能評価業務を開始[5]。
- 2013年（平成25年）4月 - 鑑定業務を廃止し、受託評価業務を開始[5]。

## 業務内容
- 消防法第21条の3に基づき、検定対象機械器具等についての試験を行うこと[6]
- 消防法第21条の8第1項に基づき、型式適合検定を行うこと[6]
- 消防法第17条の2第1項に基づき、特殊消防用設備等の性能に関する評価を行うこと[6]
- 検定対象機械器具等に関する技術的な事項について総務大臣に意見を申し出ること[6]
- 消防の用に供する機械器具等に関する研究、調査及び試験を行うこと[6]
- 依頼に応じ、消防の用に供する機械器具等に関する評価を行うこと[6]
- 上記に掲げる業務に附帯する業務を行うこと[6]
- 日本消防検定協会定款第1条の目的を達成するために必要な業務を行うこと[6]

## 組織

### 所在地
| 施設名       | 郵便番号 | 住所                                               |
| ------------ | -------- | -------------------------------------------------- |
| 本所         | 182-0012 | 東京都調布市深大寺東町4丁目35番地16                |
| 大阪支所     | 530-0057 | 大阪府大阪市北区曾根崎2丁目12番7号 清和梅田ビル4階 |
| 虎ノ門事務所 | 105-0021 | 東京都港区東新橋1丁目1番19号 ヤクルト本社ビル16階  |

### 組織図
- 理事長[7]
  - 監事[7]
  - 評議員会[7]
  - 理事会[7]
    - 総務部 - 庶務課、監理課[7]
    - 企画研究部 - 企画研究課、業務課、情報管理課、消費者相談室[7]
    - 警報設備部 - 感知設備課、報知設備課[7]
    - 消火・消防設備部 - 消火設備課、消防設備課[7]
    - 大阪支所 - 検査課、消費者相談室[7]
    - 虎ノ門事務所 - 消費者相談室[7]

| 役職員 | 人数                        | 補足事項                                                      |
| ------ | --------------------------- | ------------------------------------------------------------- |
| 役員   | 10人                        | 理事長（1人） 理事（8人／常勤：2人、非常勤：6人） 監事（1人） |
| 職員   | 104人                       | 本所（88人） 大阪支所（10人） 虎ノ門事務所（6人）             |
| その他 | 評議員（10人）、顧問（1人） |                                                               |

### 役員
| 役職   | 報酬額         | 補足事項                                                                     |
| ------ | -------------- | ---------------------------------------------------------------------------- |
| 理事長 | 月額 92万7千円 |                                                                              |
| 理事   | 月額 82万円    | 非常勤役員に対する給与の支給については、毎年度予算の範囲内で理事長が定める。 |
| 監事   | 月額 70万8千円 | 非常勤役員に対する給与の支給については、毎年度予算の範囲内で理事長が定める。 |

| 常勤役員   | 常勤役員   | 常勤役員                        | 常勤役員 |
| 役職       | 氏名       | 任期                            | 経歴 |
| ---------- | ---------- | ------------------------------- | --- |
| 理事長     | 市橋保彦   | 2023年10月1日 - 2025年9月30日   | 消防防災科学センター理事長 危険物保安技術協会会長 消防庁次長 内閣官房内閣審議官（危機管理担当）                                                                    |
| 理事       | 田中敦仁   | 2024年1月18日 - 2026年1月17日   | 三井住友信託銀行法人業務部アドバイザー 総務省中国四国管区行政評価局長 地方公共団体金融機構資金部長 地方公共団体金融機構地方支援部長                                |
| 理事       | 渡邉利浩   | 2023年11月15日 - 2025年11月14日 | 日本消防検定協会総務部長 日本消防検定協会警報設備部長兼消火・消防設備部長                                                                                          |
| 監事       | 秋葉洋     | 2023年11月13日 - 2025年11月12日 | 日本消防検定協会技術役 消防庁消防大学校消防研究センター研究統括官 消防庁予防課危険物保安室長 消防庁消防大学校消防研究センター技術研究部長 消防庁予防課特殊災害室長 |
| 非常勤役員 |            |                                 | |
| 理事       | 青山佳世   | 2023年4月11日 - 2025年4月10日   | |
| 理事       | 伊豆原孝   | 2024年1月1日 - 2025年12月31日   | |
| 理事       | 大谷英雄   | 2023年10月1日 - 2025年9月30日   | |
| 理事       | 工藤祐嗣   | 2025年1月27日 - 2027年1月26日   | |
| 理事       | 重川希志依 | 2023年4月11日 - 2025年4月10日   | |
| 理事       | 村上研一   | 2025年1月27日 - 2027年1月26日   | |

### 財務
| 収入                         | 収入額          |
| 事業収入                     | 事業収入        |
| ---------------------------- | --------------- |
| 検定事業収入                 | 16億401万8千円  |
| 特殊消防用設備等性能評価収入 | 660万円         |
| 受託事業収入                 | 3億8262万1千円  |
| 小計                         | 19億9323万9千円 |
| 事業外収入                   |                 |
| 余裕金運用収入               | 2216万6千円     |
| 雑収入                       | 895万7千円      |
| 小計                         | 3112万3千円     |
| 積立金                       |                 |
| 積立金取崩                   | 11億2705万7千円 |
| 小計                         | 11億2705万7千円 |
| 収入計                       |                 |
| 合計                         | 31億5141万9千円 |

| 支出                       | 支出額          |
| 事業費                     | 事業費          |
| -------------------------- | --------------- |
| 検定事業諸費               | 13億7331万4千円 |
| 特殊消防用設備等性能評価費 | 600万円         |
| 受託事業諸費               | 3億3936万6千円  |
| 調査研究費                 | 4939万9千円     |
| 過年度還付金               | 50万円          |
| 小計                       | 17億6857万9千円 |
| 一般管理費                 |                 |
| 福利厚生費                 | 1728万5千円     |
| 管理旅費                   | 633万2千円      |
| 管理諸費                   | 2億2066万6千円  |
| 交際費                     | 150万円         |
| 小計                       | 2億4578万3千円  |
| 予備費                     |                 |
| 予備費                     | 1000万円        |
| 小計                       | 1000万円        |
| 資産取得費                 |                 |
| 建物建設費                 | 8億1550万円     |
| 建物付帯設備費             | 2億9655万7千円  |
| ソフトウェア開発費         | 1500万円        |
| 小計                       | 11億2705万7千円 |
| 支出計                     |                 |
| 合計                       | 31億5141万9千円 |